# Mokrzeckia abietis
Mokrzeckia abietis är en stekelart som beskrevs av Kamijo 1982. Mokrzeckia abietis ingår i släktet Mokrzeckia och familjen puppglanssteklar. Inga underarter finns listade i Catalogue of Life.